# Nanpiao
Nanpiao är ett stadsdistrikt i Huludao i Liaoning-provinsen i nordöstra Kina. Det ligger omkring 240 kilometer väster om provinshuvudstaden Shenyang.